# Chatka AKT Hutniczy Grzbiet
Chatka AKT Towarzystwa Bażynowego – chatka studencka, położona na w Karkonoszach, w północnej części Hutniczego Grzbietu na wysokości ok. 1050 m n.p.m.. Opiekunem obiektu jest Towarzystwo Bażynowe.

## Dojście do chatki
W bezpośrednim sąsiedztwie chatki nie przebiegają żadne znakowane szlaki turystyczne. Dojście do obiektu odbywa się  z Jagniątkowa (szlak zbiega się z  Głównym Szlakiem Sudeckim ponad Przełęczą Dołek), z którego trzeba odbić w kierunku zachodnim.